# Nemesis (muzička grupa)
Nemesis je petočlani ženski melodični death metal bend iz Beograda, osnovan 2013 godine po ugledu na bend Arch Enemy. Isprva su počele kao kaver bend, da bi od 2016. godine krenule sa sopstvenim autorskim radom.
Članove benda čine: Sanja Drča (vokal), Aleksandra Petrović (gitara), Tijana Milivojević (gitara), Biljana Sovilj (bas gitara) i Selena Simić (bubnjevi).
Do sada su nastupale na svim značajnim festivalima u Srbiji poput Exita, Arsenal festa, Beogradskog bir festa (Belgrade beer fest), Bir gardena i Festivala srpskog podzemlja. Osvojile su prvo mesto na Demo masters festivalu, a drugo mesto na Bunt rok festivalu.
Takođe su imale brojne nastupe u klubovima i na festivalima u Bugarskoj, Sloveniji, Bosni i Hercegovini, Hrvatskoj. Osim toga, u Beogradu su imale priliku da se pojave kao predgrupa brazilskom thrash metal bendu Nervosa (2016), australijskom deathcore bendu Thy Art is Murder (2018), kao i popularnom velškom bendu Bullet For my Valentine (2019).
U februaru 2020. godine objavile su svoj debi album pod nazivom "The War Is On" u izdanju Grom Records-a. Četiri godine kasnije (u januaru 2024.) objavile su i drugi album nazvan "Embrace Reality".